# Khon Kaen
Khon Kaen (phiên âm Khon Ken) là một thành phố ở tỉnh Khon Kaen, Đông Bắc Thái Lan, Thái Lan. Đây là một trong những thành phố chính thuộc Quy hoạch Kinh tế xã hội của Thái Lan, cùng với Chiang Mai, Songkhla, Nakhon Ratchasima và Chonburi. Thành phố có dân số năm 2006 là 140.000 người, là trung tâm của Isan về mặt giáo dục, giao thông và tài chính. Tọa độ địa lý là 16°26′B 102°50′Đ / 16,433°B 102,833°Đ. Khon Kaen là thủ phủ của tỉnh Khon Kaen và của huyện Khon Kaen. Thành phố này có Đại học Rajamangala và Đại học Khon Kaen— trường đại học lớn nhất ở đông bắc Thái Lan với số lượng sinh viên theo học 20.000.

## Khí hậu
| Dữ liệu khí hậu của Khon Kaen            | Dữ liệu khí hậu của Khon Kaen | Dữ liệu khí hậu của Khon Kaen | Dữ liệu khí hậu của Khon Kaen | Dữ liệu khí hậu của Khon Kaen | Dữ liệu khí hậu của Khon Kaen | Dữ liệu khí hậu của Khon Kaen | Dữ liệu khí hậu của Khon Kaen | Dữ liệu khí hậu của Khon Kaen | Dữ liệu khí hậu của Khon Kaen | Dữ liệu khí hậu của Khon Kaen | Dữ liệu khí hậu của Khon Kaen | Dữ liệu khí hậu của Khon Kaen | Dữ liệu khí hậu của Khon Kaen |
| Tháng                                    | 1                             | 2                             | 3                             | 4                             | 5                             | 6                             | 7                             | 8                             | 9                             | 10                            | 11                            | 12                            | Năm                           |
| ---------------------------------------- | ----------------------------- | ----------------------------- | ----------------------------- | ----------------------------- | ----------------------------- | ----------------------------- | ----------------------------- | ----------------------------- | ----------------------------- | ----------------------------- | ----------------------------- | ----------------------------- | ----------------------------- |
| Cao kỉ lục °C (°F)                       | 36.2 (97.2)                   | 41.0 (105.8)                  | 41.1 (106.0)                  | 42.6 (108.7)                  | 41.2 (106.2)                  | 39.4 (102.9)                  | 38.0 (100.4)                  | 37.0 (98.6)                   | 36.3 (97.3)                   | 35.4 (95.7)                   | 35.0 (95.0)                   | 35.8 (96.4)                   | 42.6 (108.7)                  |
| Trung bình ngày tối đa °C (°F)           | 30.3 (86.5)                   | 32.7 (90.9)                   | 35.2 (95.4)                   | 36.4 (97.5)                   | 34.5 (94.1)                   | 33.2 (91.8)                   | 32.7 (90.9)                   | 32.0 (89.6)                   | 31.6 (88.9)                   | 31.4 (88.5)                   | 30.7 (87.3)                   | 29.7 (85.5)                   | 32.5 (90.5)                   |
| Trung bình ngày °C (°F)                  | 22.8 (73.0)                   | 25.5 (77.9)                   | 28.4 (83.1)                   | 29.9 (85.8)                   | 29.0 (84.2)                   | 28.5 (83.3)                   | 28.0 (82.4)                   | 27.5 (81.5)                   | 27.0 (80.6)                   | 26.4 (79.5)                   | 24.7 (76.5)                   | 22.6 (72.7)                   | 26.7 (80.1)                   |
| Tối thiểu trung bình ngày °C (°F)        | 16.2 (61.2)                   | 19.3 (66.7)                   | 22.3 (72.1)                   | 24.5 (76.1)                   | 24.8 (76.6)                   | 24.8 (76.6)                   | 24.4 (75.9)                   | 24.2 (75.6)                   | 23.7 (74.7)                   | 22.5 (72.5)                   | 19.6 (67.3)                   | 16.4 (61.5)                   | 21.9 (71.4)                   |
| Thấp kỉ lục °C (°F)                      | 5.7 (42.3)                    | 10.4 (50.7)                   | 11.1 (52.0)                   | 16.4 (61.5)                   | 19.8 (67.6)                   | 20.7 (69.3)                   | 20.9 (69.6)                   | 21.0 (69.8)                   | 19.3 (66.7)                   | 15.9 (60.6)                   | 9.4 (48.9)                    | 5.6 (42.1)                    | 5.6 (42.1)                    |
| Lượng Giáng thủy trung bình mm (inches)  | 4 (0.2)                       | 15 (0.6)                      | 35 (1.4)                      | 66 (2.6)                      | 174 (6.9)                     | 179 (7.0)                     | 166 (6.5)                     | 196 (7.7)                     | 246 (9.7)                     | 107 (4.2)                     | 16 (0.6)                      | 3 (0.1)                       | 1.207 (47.5)                  |
| Số ngày giáng thủy trung bình (≥ 1.0 mm) | 1                             | 2                             | 3                             | 6                             | 11                            | 12                            | 12                            | 14                            | 15                            | 8                             | 1                             | 0                             | 85                            |
| Số giờ nắng trung bình tháng             | 280.5                         | 245.4                         | 252.6                         | 250.8                         | 238.8                         | 179.0                         | 182.2                         | 163.3                         | 171.6                         | 232.8                         | 255.1                         | 267.5                         | 2.719,6                       |
| Nguồn: NOAA                              |                               |                               |                               |                               |                               |                               |                               |                               |                               |                               |                               |                               |                               |

## Chú giải
1. ↑  
“Khon Kaen Climate Normals 1961–1990” (bằng tiếng Anh). National Oceanic and Atmospheric Administration. Truy cập ngày 15 tháng 3 năm 2015.